# Ommatius harlequin
Ommatius harlequin är en tvåvingeart som beskrevs av H. Oldroyd 1974. Ommatius harlequin ingår i släktet Ommatius och familjen rovflugor.
Artens utbredningsområde är Moçambique. Inga underarter finns listade i Catalogue of Life.